# Östersjökryssare

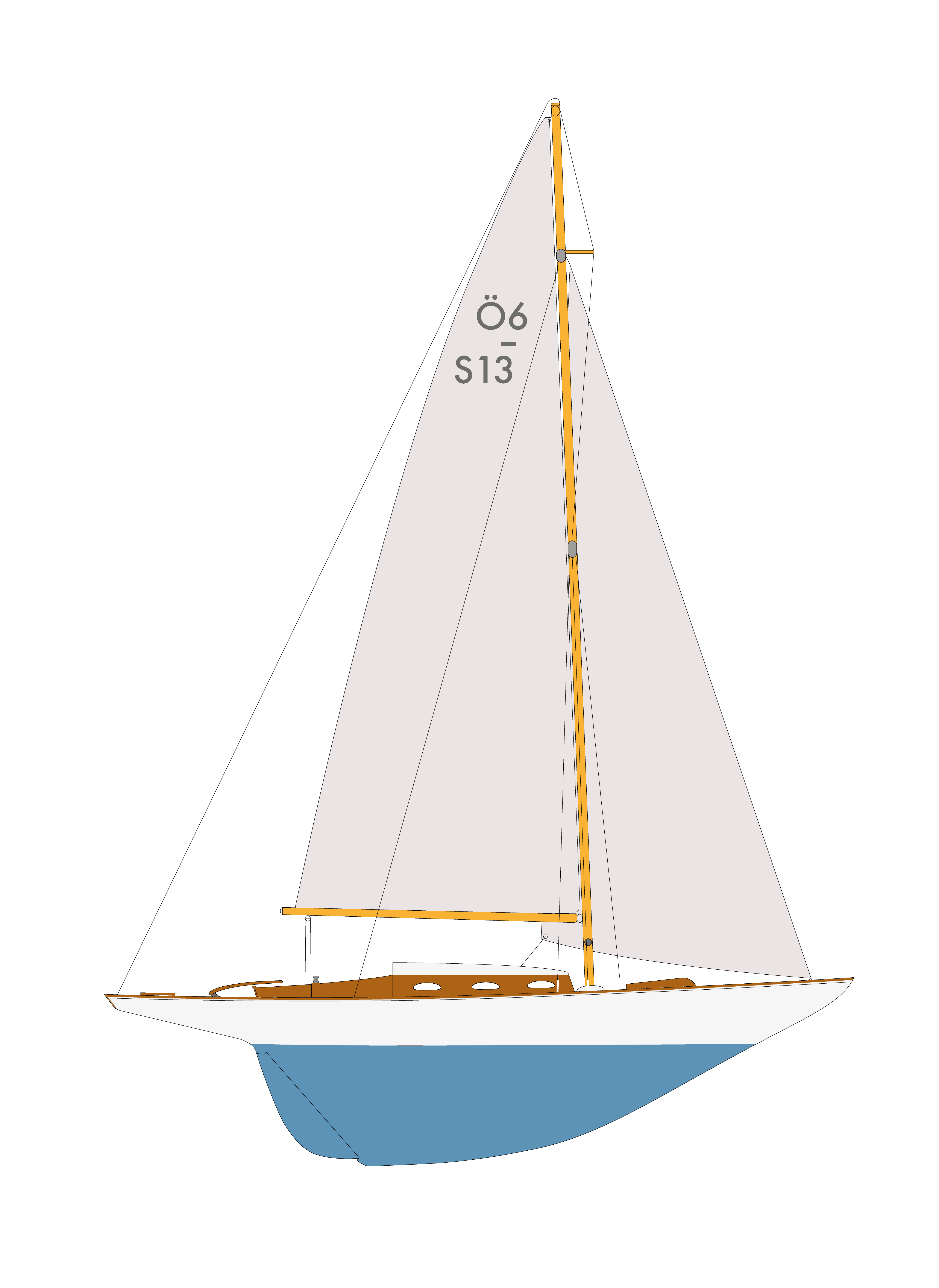
Illustration av Östersjökryssare, Snoy, enligt Jac Iversens Ritning 703 samt ritning 703 från O. Neckmans privata arkiv.

Östersjökryssare är segelbåtar klassade efter Östersjöregeln, och har ett "Ö" i seglet. De kallas även ÖR-båtar.
I början av 1940-talet-tillkom Östersjöregeln efter en omfattande diskussion och polemik - en mätningsregel som skulle kombinera en bekväm långfärdsbåt med en god kappseglare. När regeln fastställts och konstruktörerna börjat rita efter den blev det mest till mätetalet 6 - det blev Östersjösexor . Östersjöregeln är ett nordisk svar på den engelska då gällande RORC-regeln (Royal Ocean Racing Club).

## Klasser
- Ö6
- Ö7
- Ö8
- Ö10
- Ö12